# Diane Holden
Diane Holden, född 28 oktober 1963, är en före detta australisk friidrottare, i första hand sprinter på internationell elitnivå, en bit efter den yppersta världseliten.
Holden har inte mindre än sex individuella guld vid australiska mästerskap och innehar (november 2008) fortfarande det australiska rekordet på 100 yards och det oceaniska inomhusrekordet på 60 meter. Internationellt har hon silvermedaljer på både 100 meter och 200 meter från Stilla Havs-spelen 1981. Vid VM 1987 tog hon sig till kvartsfinal på 100 meter. Vid inomhus-VM samma år tog hon sig till final på 60 meter. Där sprang hon in på åttonde plats, men flyttades upp till en sjundeplats 1992 då Issajenko diskvalificerades.

## Personliga rekord
| Gren      | Resultat | Datum            | Plats        | Kommentar                                        |
| --------- | -------- | ---------------- | ------------ | ------------------------------------------------ |
| 100 yards | 10,2     | 19 februari 1986 | Sydney       | Ännu gällande australiskt rekord (november 2008) |
| 100 m     | 11,39    | 13 december 1980 | Sydney       |                                                  |
| 200 m     | 23,14    | 8 februari 1981  | Sydney       |                                                  |
| 60 m inne | 7,32     | 6 mars 1987      | Indianapolis | Ännu gällande oceaniskt rekord (november 08)     |